# Episemion
Episemion – rodzaj ryb karpieńcokształtnych z rodziny Nothobranchiidae.

## Klasyfikacja
Gatunki zaliczane do tego rodzaju:
- Episemion callipteron
- Episemion krystallinoron